# Нова Андреєвка (Ульяновська область)
Нова Андреєвка (рос. Новая Андреевка) — присілок в Павловському районі Ульяновської області Російської Федерації.
Населення становить 166 осіб. Входить до складу муніципального утворення Шаховське сільське поселення.

## Історія
Від 2004 року входить до складу муніципального утворення Шаховське сільське поселення.

## Населення
| 2010 |
| ---- |
| 166  |